# قلعة كريكيث
قلعة كريكيث (بالإنجليزية: Criccieth Castle)(الويلزية: Castell Cricieth؛ [kastɛɬ ˈkrɪkjɛθ]) هي قلعة ويلزية تقع بين شاطئين في جوينيد بشمال ويلز، على شبه جزيرة صخرية تطل على خليج تريمادوغ. بنيت من قبل لولين ذا جريت، ولكنها عدلت بشكل كبير بعد الاستيلاء عليها من قبل القوات الإنجليزية بقيادة ادوارد الأول في أواخر القرن الثالث عشر.

## البناء

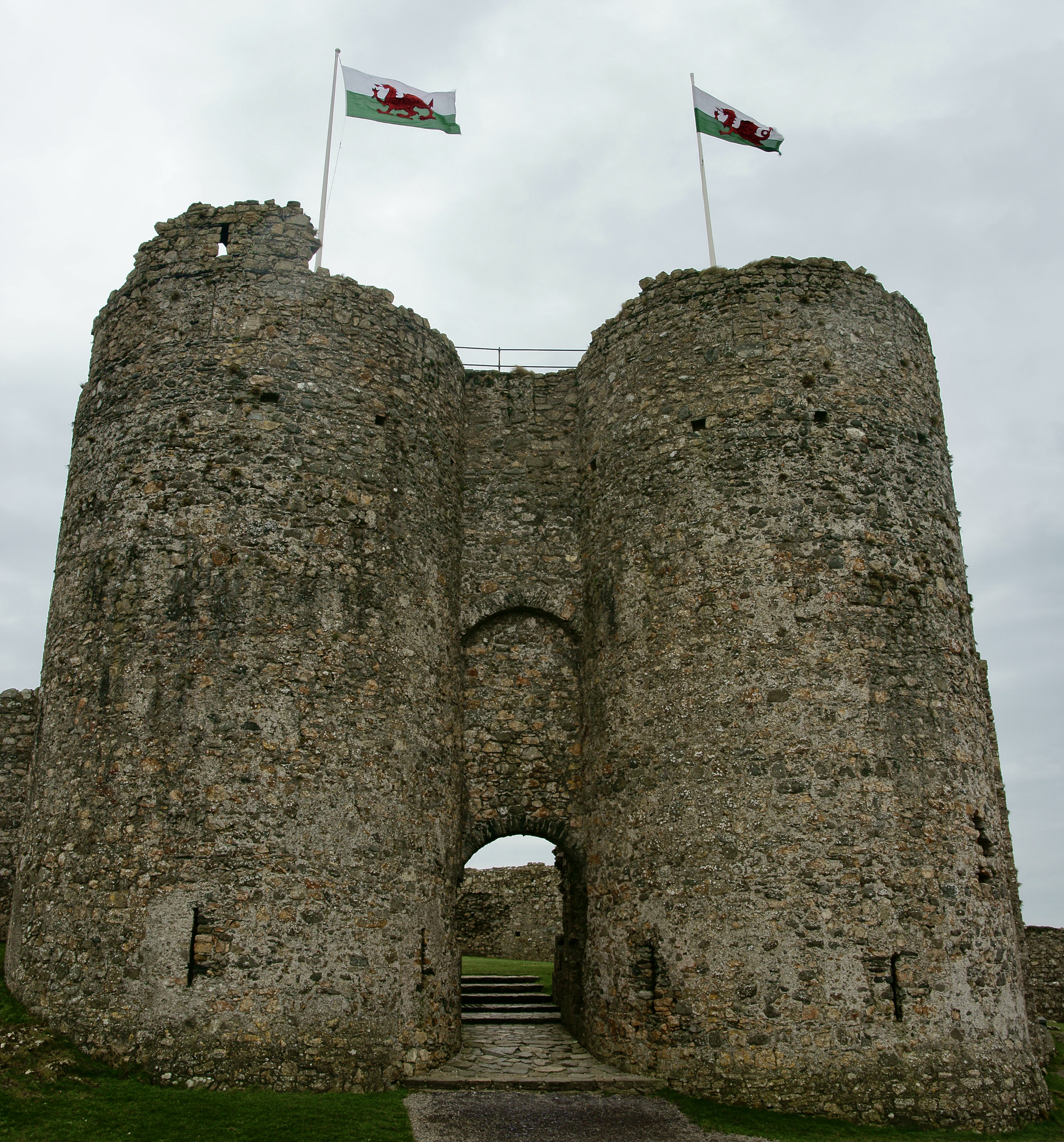
بوابة حراسة قلعة كريكيث

على الرغم من أن القلعة الحجرية بدأت في ثلاثينيات القرن العشرين، إلا أن هناك ثلاث مراحل بناء رئيسية بالإضافة إلى عدة فترات لإعادة البناء. أقدم جزء من قلعة البناء هو الجناح الداخلي الذي بدأه لولين ذا جريت. على عكس معظم المعاقل الويلزية الأخرى، كان الجناح الداخلي في كريكيث محميًا بواسطة بوابة حراسة بأبراج توأم على شكل D كانت محمية بواسطة بوابة و ممرات، مع وجود ثقوب في الممر، وفتحات السهام المواجهة للخارج في كل برج. ربما نقل هذا التصميم من التصميمات الإنجليزية في المسيرات في قلعة بيستون أو شيشاير أو قلعة مونتغمري، بوويز. وفر برجا الحراسة مكانًا للإقامة وزاد ارتفاعهما لاحقًا في العصر الإدواردي. كان بئر القلعة أيضًا في ممر الحراسة الذي تم توفيره بواسطة صهريج يتغذى على الينابيع.
في ستينيات أو سبعينيات القرن الثاني عشر، أضيف جناح خارجي خلال مرحلة البناء الثانية تحت لولين اب جروفود. وأضيفت بوابة جديدة في سلسلة الجدران الخارجية ببرج كبير مستطيل مكون من طابقين. على الرغم من أن القلعة ليست تصميمًا مناسبًا متحد المركز، إلا أنها تحتوي الآن على دائرتين من الدفاعات الدائرية.
تم الاستيلاء على كريكيث من قبل القوات الإنجليزية في عام 1283. في عهد جيمس سانت جورج، كان برج آخر مستطيل الشكل من طابقين متصل ببقية القلعة بواسطة جدار مستمر.

## التاريخ
في عام 1283 استولى الإنجليز على القلعة تحت قيادة إدوارد الأول ثم أعاد جيمس سانت جورج تشكيلها.

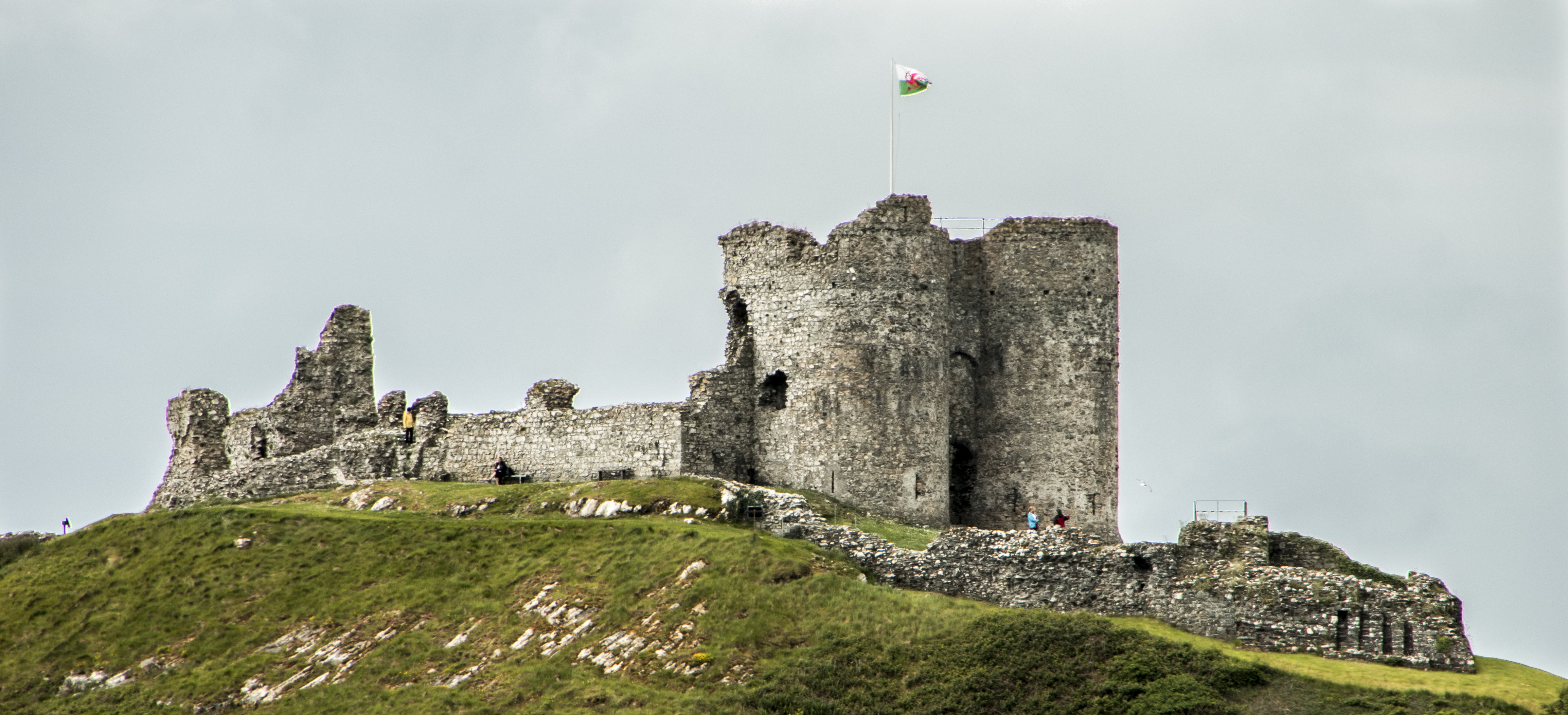
قلعة كريكيث

في القرن الرابع عشر، كان للقلعة شرطي ويلزي بارز يُدعى هايول اب جروفيد، الذي قاتل من أجل إدوارد الثالث في معركة بواتيه عام 1356. استخدمت القلعة كسجن حتى عام 1404 عندما استولت القوات الويلزية على القلعة أثناء تمرد أوين غليندور. ثم هدم الويلزيون جدرانه وأشعلوا النار في القلعة. لا تزال بعض الأعمال الحجرية تظهر علامات الاحتراق.
كانت كريكيث أيضًا واحدًا من عدة مواقع استخدمها الفنان جوزيف مالورد وليام تورنر في سلسلة لوحاته الشهيرة.

## روابط خارجية
- Cadw visitor's page نسخة محفوظة 6 يناير 2018 على موقع واي باك مشين.
- www.geograph.co.uk : photos of Criccieth castle